# Nalcor Energy
Nalcor Energy est une société de la Couronne provinciale qui a pour mission de gérer les ressources énergétiques de la province de Terre-Neuve-et-Labrador. Fondée en 2007, son siège social se situe à Saint-Jean de Terre-Neuve.
Nalcor Energy maintient cinq divisions : Newfoundland and Labrador Hydro (N.L. Hydro), la centrale de Churchill Falls, le projet du Bas-Churchill, hydrocarbures et le site de fabrication de Bull Arm (en) qui a servi à construire la plateforme Hibernia.
En 2017, le président du conseil était Brendan Paddick, alors que Stan Marshall était directeur et CEO de la société.
Après des pertes importantes en 2020, la société est dissoute en 2021 et ses activités sont intégrées à Newfoundland and Labrador Hydro.